# Hanul di Riga
Hanul di Riga, variamente riportato dalle fonti nelle forme Hennecke, Hannike, Hans, Hanco, Hanulo' (... – Cracovia, tra il 25 febbraio 1417 e il 12 dicembre 1418), era un mercante di Riga di origine tedesca che ricoprì tra il 1382 e il 1387 il ruolo di namiestnik (una sorta di sindaco) della città di Vilnius, nel Granducato di Lituania.
Nel 1382, mentre era in corso la guerra civile lituana del 1381-1384 tra Jogaila e Kęstutis, Hanul guidò gli abitanti della città di Vilnius alla rivolta e aprì le porte a Jogaila, che qualche anno dopo sarebbe divenuto re di Polonia con il nome di Ladislao II Jagellone. In seguito, Hanul divenne un fidato consigliere di Jogaila e di suo fratello Skirgaila, partecipando a molte missioni diplomatiche. Contribuì inoltre all'instaurazione di relazioni commerciali tra il Lituania e il Polonia. Morì tra il 25 febbraio 1417 e il 12 dicembre 1418.